# Prasinocyma ibandana
Prasinocyma ibandana är en fjärilsart som beskrevs av Debauche 1941. Prasinocyma ibandana ingår i släktet Prasinocyma och familjen mätare. Inga underarter finns listade i Catalogue of Life.